# 최수헌

최수헌(崔守憲, 1939년 10월 7일~)은 조선민주주의인민공화국의 외교관으로 외무성 부상을 지냈다.

## 생애
1939년 일제강점기 평양에서 출생하였다. 국제관계대학 졸업 이후 외교부에 입부하여 콩고와 시리아에서 재외공관 활동을 하였다. 그외에도 최고인민회의 대의원을 9기, 10기, 11기를 지냈다. 외무성 부상을 지냈으며, 유럽 지역을 담담하였다. 김정일이 집권하던 시절 유엔총회 연설을 통해서 북한의 한반도 비핵화 지지, 미국의 경수로 지원 촉구 등에 대하여 연설하였다.